# Hyperthaema coccinata
Hyperthaema coccinata är en fjärilsart som beskrevs av William Schaus 1905. Hyperthaema coccinata ingår i släktet Hyperthaema och familjen björnspinnare. Inga underarter finns listade i Catalogue of Life.